# Coordenadas curvilíneas

Coordenadas curvilíneas (topo), afins (direita) e cartesianas (esquerda) no espaço bidimensional

Em geometria, as coordenadas curvilíneas são um sistema de coordenadas para o espaço euclidiano no qual as linhas de coordenadas podem ser curvas. Essas coordenadas podem ser derivadas de um conjunto de coordenadas cartesianas usando uma transformação que é localmente invertível (um mapa um-para-um) em cada ponto. Isso significa que se pode converter um ponto dado em um sistema de coordenadas cartesianas em suas coordenadas curvilíneas e vice-versa. O nome coordenadas curvilíneas, cunhado pelo matemático francês Lamé, deriva do fato de que as superfícies de coordenadas dos sistemas curvilíneos são curvas.
Exemplos bem conhecidos de sistemas de coordenadas curvilíneas no espaço euclidiano tridimensional ( R 3 ) são coordenadas polares cilíndricas e esféricas . Uma superfície de coordenadas cartesianas neste espaço é um plano de coordenadas ; por exemplo, z = 0 define o plano x - y . No mesmo espaço, a superfície coordenada r = 1 em coordenadas polares esféricas é a superfície de uma esfera unitária, que é curva. O formalismo das coordenadas curvilíneas fornece uma descrição unificada e geral dos sistemas de coordenadas padrão.
As coordenadas curvilíneas são frequentemente usadas para definir a localização ou distribuição de quantidades físicas que podem ser, por exemplo, escalares, vetores ou tensores . Expressões matemáticas envolvendo essas quantidades em cálculo vetorial e análise de tensores (como gradiente, divergência, ondulação e laplaciano ) podem ser transformadas de um sistema de coordenadas para outro, de acordo com as regras de transformação para escalares, vetores e tensores. Essas expressões tornam-se então válidas para qualquer sistema de coordenadas curvilíneas.
Um sistema de coordenadas curvilíneas pode ser mais simples de usar do que o sistema de coordenadas cartesianas para algumas aplicações. O movimento das partículas sob a influência de forças centrais é geralmente mais fácil de resolver em coordenadas polares esféricas do que em coordenadas cartesianas; isso é verdade para muitos problemas físicos com simetria esférica definida em R 3 . Equações com condições de contorno que seguem superfícies de coordenadas para um determinado sistema de coordenadas curvilíneas podem ser mais fáceis de resolver nesse sistema. Embora se possa descrever o movimento de uma partícula em uma caixa retangular usando coordenadas cartesianas, o movimento em uma esfera é mais fácil com coordenadas esféricas. Coordenadas esféricas são os sistemas de coordenadas curvilíneas mais comuns e são usadas em ciências da Terra, cartografia, mecânica quântica, relatividade e engenharia .

## Coordenadas curvilíneas ortogonais em 3 dimensões

### Coordenadas, base e vetores

Fig. 1 - Superfícies de coordenadas, linhas de coordenadas e eixos de coordenadas de coordenadas curvilíneas gerais.

Fig. 2 - Superfícies de coordenadas, linhas de coordenadas e eixos de coordenadas esféricas. Superfícies: r - esferas, θ - cones, φ - semiplanos; Linhas: r - vigas retas, θ - semicírculos verticais, φ - círculos horizontais; Eixos: r - vigas retas, θ - tangentes a semicírculos verticais, φ - tangentes a círculos horizontais

Por enquanto, considere o espaço 3-D . Um ponto P no espaço 3d (ou seu vetor de posição r ) pode ser definido usando coordenadas cartesianas ( x, y, z ) [escrito de forma equivalente ( x 1, x 2, x 3 )], por {\displaystyle \mathbf {r} =x\mathbf {e} _{x}+y\mathbf {e} _{y}+z\mathbf {e} _{z}}, onde e x, e y, e z são os vetores de base padrão .
Ele também pode ser definido por suas coordenadas curvilíneas ( q 1, q 2, q 3 ) se este tripleto de números definir um único ponto de forma inequívoca. A relação entre as coordenadas é então dada pelas funções de transformação invertíveis:
{\displaystyle x=f^{1}(q^{1},q^{2},q^{3}),\,y=f^{2}(q^{1},q^{2},q^{3}),\,z=f^{3}(q^{1},q^{2},q^{3})}
{\displaystyle q^{1}=g^{1}(x,y,z),\,q^{2}=g^{2}(x,y,z),\,q^{3}=g^{3}(x,y,z)}
As superfícies q 1 = constante, q 2 = constante, q 3 = constante são chamadas de superfícies de coordenadas ; e as curvas espaciais formadas por sua interseção em pares são chamadas de curvas de coordenadas . Os eixos de coordenadas são determinados pelas tangentes às curvas de coordenadas na interseção de três superfícies. Em geral, elas não são direções fixas no espaço, o que acontece para as coordenadas cartesianas simples e, portanto, geralmente não há base global natural para as coordenadas curvilíneas.
No sistema cartesiano, os vetores de base padrão podem ser derivados da derivada da localização do ponto P em relação à coordenada local
{\displaystyle \mathbf {e} _{x}={\dfrac {\partial \mathbf {r} }{\partial x}};\;\mathbf {e} _{y}={\dfrac {\partial \mathbf {r} }{\partial y}};\;\mathbf {e} _{z}={\dfrac {\partial \mathbf {r} }{\partial z}}.}
A aplicação dos mesmos derivados ao sistema curvilíneo localmente no ponto P define os vetores de base natural:
{\displaystyle \mathbf {h} _{1}={\dfrac {\partial \mathbf {r} }{\partial q_{1}}};\;\mathbf {h} _{2}={\dfrac {\partial \mathbf {r} }{\partial q_{2}}};\;\mathbf {h} _{3}={\dfrac {\partial \mathbf {r} }{\partial q_{3}}}.}
Essa base, cujos vetores mudam de direção e / ou magnitude de ponto a ponto, é chamada de base local . Todas as bases associadas às coordenadas curvilíneas são necessariamente locais. Os vetores de base que são iguais em todos os pontos são bases globais e podem ser associados apenas a sistemas de coordenadas lineares ou afins .
Para este artigo, e é reservado para a base padrão (cartesiana) eh ou b é para a base curvilínea.
Eles podem não ter comprimento unitário e também não podem ser ortogonais. No caso em que são ortogonais em todos os pontos onde as derivadas são bem definidas, definimos os coeficientes de Lamé (após Gabriel Lamé ) por
{\displaystyle h_{1}=|\mathbf {h} _{1}|;\;h_{2}=|\mathbf {h} _{2}|;\;h_{3}=|\mathbf {h} _{3}|}
e os vetores de base ortonormal curvilínea por
{\displaystyle \mathbf {b} _{1}={\dfrac {\mathbf {h} _{1}}{h_{1}}};\;\mathbf {b} _{2}={\dfrac {\mathbf {h} _{2}}{h_{2}}};\;\mathbf {b} _{3}={\dfrac {\mathbf {h} _{3}}{h_{3}}}.}
Esses vetores de base podem muito bem depender da posição de P ; portanto, é necessário que eles não sejam considerados constantes em uma região. (Eles formam tecnicamente uma base para o feixe tangente de {\displaystyle \mathbb {R} ^{3}} em P, e assim são locais para P. )
Em geral, as coordenadas curvilíneas permitem que os vetores de base natural h i não sejam todos mutuamente perpendiculares entre si, e não precisam ter comprimento unitário: eles podem ser de magnitude e direção arbitrárias. O uso de uma base ortogonal torna as manipulações de vetores mais simples do que as não ortogonais. No entanto, algumas áreas da física e da engenharia, particularmente mecânica dos fluidos e mecânica contínua, requerem bases não ortogonais para descrever as deformações e o transporte de fluidos para explicar as dependências direcionais complicadas de quantidades físicas. Uma discussão do caso geral aparece mais tarde nesta página.

## Cálculo vetorial

### Elementos diferenciais,
Em coordenadas curvilíneas ortogonais, uma vez que a mudança diferencial total em r é
{\displaystyle d\mathbf {r} ={\dfrac {\partial \mathbf {r} }{\partial q^{1}}}dq^{1}+{\dfrac {\partial \mathbf {r} }{\partial q^{2}}}dq^{2}+{\dfrac {\partial \mathbf {r} }{\partial q^{3}}}dq^{3}=h_{1}dq^{1}\mathbf {b} _{1}+h_{2}dq^{2}\mathbf {b} _{2}+h_{3}dq^{3}\mathbf {b} _{3}}
então os fatores de escala são {\displaystyle h_{i}=\left|{\frac {\partial \mathbf {r} }{\partial q^{i}}}\right|}
Em coordenadas não ortogonais, o comprimento de {\displaystyle d\mathbf {r} =dq^{1}\mathbf {h} _{1}+dq^{2}\mathbf {h} _{2}+dq^{3}\mathbf {h} _{3}} é a raiz quadrada positiva de {\displaystyle d\mathbf {r} \cdot d\mathbf {r} =dq^{i}dq^{j}\mathbf {h} _{i}\cdot \mathbf {h} _{j}} (com a convenção de soma de Einstein ). Os seis produtos escalares independentes g ij = h i . h j dos vetores de base natural generalizam os três fatores de escala definidos acima para coordenadas ortogonais. Os nove g ij são os componentes do tensor métrico, que possui apenas três componentes diferentes de zero em coordenadas ortogonais: g 11 = h 1 h 1, g 22 = h 2 h 2, g 33 = h 3 h 3 .

## Bases covariantes e contra variantes

Um vetor v (vermelho) representado por • uma base vetorial (amarelo, à esquerda: e _{1}, e _{2}, e _{3}), vetores tangentes para coordenar as curvas (preto) e • uma base covetora ou cobase (azul, direita: e ^{1}, e ^{2}, e ^{3}), vetores normais para coordenar superfícies (cinza) em geral (não necessariamente ortogonal) coordenadas curvilíneas (q ^{1}, q ^{2}, q ^{3}). A base e a cobase não coincidem, a menos que o sistema de coordenadas seja ortogonal.

Gradientes espaciais, distâncias, derivadas de tempo e fatores de escala estão inter-relacionados dentro de um sistema de coordenadas por dois grupos de vetores de base:
1. basis vectors that are locally tangent to their associated coordinate pathline:

{\displaystyle \mathbf {b} _{i}={\dfrac {\partial \mathbf {r} }{\partial q^{i}}}}

which transforms like covariant vectors (denoted by lowered indices), or
2. basis vectors that are locally normal to the isosurface created by the other coordinates:

{\displaystyle \mathbf {b} ^{i}=\nabla q^{i}}

which transforms like contravariant vectors (denoted by raised indices), ∇ is the del operator.

Consequentemente, um sistema de coordenadas curvilíneas geral tem dois conjuntos de vetores de base para cada ponto: { b 1, b 2, b 3 } é a base covariante e { b 1, b 2, b 3 } é a contravariante (também conhecida como recíproca) base. Os tipos de vetores de base covariante e contravariante têm direção idêntica para sistemas de coordenadas curvilíneas ortogonais, mas, como de costume, têm unidades invertidas entre si.
Observe a seguinte igualdade importante:
{\displaystyle \mathbf {b} ^{i}\cdot \mathbf {b} _{j}=\delta _{j}^{i}}
em que {\displaystyle \delta _{j}^{i}} denota o delta de Kronecker generalizado .
Um vetor v pode ser especificado em termos de qualquer uma das bases, ou seja,
{\displaystyle \mathbf {v} =v^{1}\mathbf {b} _{1}+v^{2}\mathbf {b} _{2}+v^{3}\mathbf {b} _{3}=v_{1}\mathbf {b} ^{1}+v_{2}\mathbf {b} ^{2}+v_{3}\mathbf {b} ^{3}}
Usando a convenção de soma de Einstein, os vetores de base se relacionam aos componentes por  ( pp30-32 )
{\displaystyle \mathbf {v} \cdot \mathbf {b} ^{i}=v^{k}\mathbf {b} _{k}\cdot \mathbf {b} ^{i}=v^{k}\delta _{k}^{i}=v^{i}}
{\displaystyle \mathbf {v} \cdot \mathbf {b} _{i}=v_{k}\mathbf {b} ^{k}\cdot \mathbf {b} _{i}=v_{k}\delta _{i}^{k}=v_{i}}
e
{\displaystyle \mathbf {v} \cdot \mathbf {b} _{i}=v^{k}\mathbf {b} _{k}\cdot \mathbf {b} _{i}=g_{ki}v^{k}}
{\displaystyle \mathbf {v} \cdot \mathbf {b} ^{i}=v_{k}\mathbf {b} ^{k}\cdot \mathbf {b} ^{i}=g^{ki}v_{k}}
onde g é o tensor métrico (veja abaixo).
Um vetor pode ser especificado com coordenadas covariantes (índices reduzidos, escritos v k ) ou coordenadas contravariantes (índices elevados, escritos v k ). A partir das somas de vetores acima, pode ser visto que as coordenadas contravariantes estão associadas aos vetores de base covariante, e as coordenadas covariantes estão associadas aos vetores de base contravariantes.
Uma característica chave da representação de vetores e tensores em termos de componentes indexados e vetores de base é a invariância, no sentido de que os componentes do vetor que se transformam de forma covariante (ou contravariante) são pareados com vetores de base que se transformam de forma contravariante (ou forma covariante).

## Integração

### Construindo uma base covariante em uma dimensão

Fig. 3 - Transformação da base covariante local no caso de coordenadas curvilíneas gerais

Considere a curva unidimensional mostrada na Fig. 3. No ponto P, tomado como origem, x é uma das coordenadas cartesianas e q 1 é uma das coordenadas curvilíneas. O vetor de base local (não unitário) é b 1 (notado h 1 acima, com b reservado para vetores de unidade) e é construído no eixo q 1 que é uma tangente a essa linha de coordenada no ponto P. O eixo q 1 e, portanto, o vetor b 1 formam um ângulo {\displaystyle \alpha } com o eixo x cartesiano e o vetor de base cartesiana e 1 .
Pode ser visto no triângulo PAB que
{\displaystyle \cos \alpha ={\cfrac {|\mathbf {e} _{1}|}{|\mathbf {b} _{1}|}}\quad \Rightarrow \quad |\mathbf {e} _{1}|=|\mathbf {b} _{1}|\cos \alpha }
onde | e 1 |, | b 1 | são as magnitudes dos dois vetores básicos, ou seja, os interceptos escalares PB e PA . PA também é a projeção de b 1 no eixo x .
No entanto, este método para transformações de vetor de base usando cossenos direcionais é inaplicável a coordenadas curvilíneas pelos seguintes motivos:
- Ao aumentar a distância de P, o ângulo entre a linha curva q 1 e o eixo cartesiano x cada vez mais se desvia de {\displaystyle \alpha } .
- Na distância PB o ângulo verdadeiro é aquele que a tangente no ponto C forma com o eixo xe o último ângulo é claramente diferente de {\displaystyle \alpha } .

Os ângulos que a linha q 1 e esse eixo formam com o eixo x tornam-se mais próximos em valor quanto mais perto alguém se move em direção ao ponto P e se tornam exatamente iguais em P.
Seja o ponto E localizado muito próximo a P, tão próximo que a distância PE é infinitesimalmente pequena. Então PE medido no eixo q 1 quase coincide com PE medido na linha q 1 . Ao mesmo tempo, a razão PD / PE ( PD sendo a projeção de PE no eixo x ) torna-se quase exatamente igual a {\displaystyle \cos \alpha } .
Deixe que os interceptos infinitesimalmente pequenos PD e PE sejam rotulados, respectivamente, como dx e d q 1 . Então
{\displaystyle \cos \alpha ={\cfrac {dx}{dq^{1}}}={\frac {|\mathbf {e} _{1}|}{|\mathbf {b} _{1}|}}} .
Assim, os cossenos direcionais podem ser substituídos em transformações com as razões mais exatas entre interceptações de coordenadas infinitesimalmente pequenas. Conclui-se que o componente (projeção) de b 1 no eixo x é
{\displaystyle p^{1}=\mathbf {b} _{1}\cdot {\cfrac {\mathbf {e} _{1}}{|\mathbf {e} _{1}|}}=|\mathbf {b} _{1}|{\cfrac {|\mathbf {e} _{1}|}{|\mathbf {e} _{1}|}}\cos \alpha =|\mathbf {b} _{1}|{\cfrac {dx}{dq^{1}}}\quad \Rightarrow \quad {\cfrac {p^{1}}{|\mathbf {b} _{1}|}}={\cfrac {dx}{dq^{1}}}} .
Se q i = q i ( x 1, x 2, x 3 ) e x i = x i ( q 1, q 2, q 3 ) são funções suaves (continuamente diferenciáveis), as relações de transformação podem ser escritas como {\displaystyle {\cfrac {\partial q^{i}}{\partial x_{j}}}} e {\displaystyle {\cfrac {\partial x_{i}}{\partial q^{j}}}} . Ou seja, essas relações são derivadas parciais de coordenadas pertencentes a um sistema em relação às coordenadas pertencentes a outro sistema.

### Construindo uma base covariante em três dimensões
Fazendo o mesmo para as coordenadas nas outras 2 dimensões, b 1 pode ser expresso como:
{\displaystyle \mathbf {b} _{1}=p^{1}\mathbf {e} _{1}+p^{2}\mathbf {e} _{2}+p^{3}\mathbf {e} _{3}={\cfrac {\partial x_{1}}{\partial q^{1}}}\mathbf {e} _{1}+{\cfrac {\partial x_{2}}{\partial q^{1}}}\mathbf {e} _{2}+{\cfrac {\partial x_{3}}{\partial q^{1}}}\mathbf {e} _{3}}
Equações semelhantes são válidas para b 2 e b 3, de modo que a base padrão { e 1, e 2, e 3 } é transformada em uma base local (ordenada e normalizada ) { b 1, b 2, b 3 } pelo seguinte sistema de equações:
{\displaystyle {\begin{aligned}\mathbf {b} _{1}&={\cfrac {\partial x_{1}}{\partial q^{1}}}\mathbf {e} _{1}+{\cfrac {\partial x_{2}}{\partial q^{1}}}\mathbf {e} _{2}+{\cfrac {\partial x_{3}}{\partial q^{1}}}\mathbf {e} _{3}\\\mathbf {b} _{2}&={\cfrac {\partial x_{1}}{\partial q^{2}}}\mathbf {e} _{1}+{\cfrac {\partial x_{2}}{\partial q^{2}}}\mathbf {e} _{2}+{\cfrac {\partial x_{3}}{\partial q^{2}}}\mathbf {e} _{3}\\\mathbf {b} _{3}&={\cfrac {\partial x_{1}}{\partial q^{3}}}\mathbf {e} _{1}+{\cfrac {\partial x_{2}}{\partial q^{3}}}\mathbf {e} _{2}+{\cfrac {\partial x_{3}}{\partial q^{3}}}\mathbf {e} _{3}\end{aligned}}}
Por raciocínio análogo, pode-se obter a transformação inversa da base local para a base padrão:
{\displaystyle {\begin{aligned}\mathbf {e} _{1}&={\cfrac {\partial q^{1}}{\partial x_{1}}}\mathbf {b} _{1}+{\cfrac {\partial q^{2}}{\partial x_{1}}}\mathbf {b} _{2}+{\cfrac {\partial q^{3}}{\partial x_{1}}}\mathbf {b} _{3}\\\mathbf {e} _{2}&={\cfrac {\partial q^{1}}{\partial x_{2}}}\mathbf {b} _{1}+{\cfrac {\partial q^{2}}{\partial x_{2}}}\mathbf {b} _{2}+{\cfrac {\partial q^{3}}{\partial x_{2}}}\mathbf {b} _{3}\\\mathbf {e} _{3}&={\cfrac {\partial q^{1}}{\partial x_{3}}}\mathbf {b} _{1}+{\cfrac {\partial q^{2}}{\partial x_{3}}}\mathbf {b} _{2}+{\cfrac {\partial q^{3}}{\partial x_{3}}}\mathbf {b} _{3}\end{aligned}}}

### Jacobiano da transformação
Os sistemas de equações lineares acima podem ser escritos em forma de matriz usando a convenção de soma de Einstein como
{\displaystyle {\cfrac {\partial x_{i}}{\partial q^{k}}}\mathbf {e} _{i}=\mathbf {b} _{k},\quad {\cfrac {\partial q^{i}}{\partial x_{k}}}\mathbf {b} _{i}=\mathbf {e} _{k}} .
Essa matriz de coeficientes do sistema linear é a matriz Jacobiana (e sua inversa) da transformação. Essas são as equações que podem ser usadas para transformar uma base cartesiana em uma base curvilínea e vice-versa.
Em três dimensões, as formas expandidas dessas matrizes são
{\displaystyle \mathbf {J} ={\begin{bmatrix}{\cfrac {\partial x_{1}}{\partial q^{1}}}&{\cfrac {\partial x_{1}}{\partial q^{2}}}&{\cfrac {\partial x_{1}}{\partial q^{3}}}\\{\cfrac {\partial x_{2}}{\partial q^{1}}}&{\cfrac {\partial x_{2}}{\partial q^{2}}}&{\cfrac {\partial x_{2}}{\partial q^{3}}}\\{\cfrac {\partial x_{3}}{\partial q^{1}}}&{\cfrac {\partial x_{3}}{\partial q^{2}}}&{\cfrac {\partial x_{3}}{\partial q^{3}}}\\\end{bmatrix}},\quad \mathbf {J} ^{-1}={\begin{bmatrix}{\cfrac {\partial q^{1}}{\partial x_{1}}}&{\cfrac {\partial q^{1}}{\partial x_{2}}}&{\cfrac {\partial q^{1}}{\partial x_{3}}}\\{\cfrac {\partial q^{2}}{\partial x_{1}}}&{\cfrac {\partial q^{2}}{\partial x_{2}}}&{\cfrac {\partial q^{2}}{\partial x_{3}}}\\{\cfrac {\partial q^{3}}{\partial x_{1}}}&{\cfrac {\partial q^{3}}{\partial x_{2}}}&{\cfrac {\partial q^{3}}{\partial x_{3}}}\\\end{bmatrix}}}
Na transformação inversa (segundo sistema de equações), as incógnitas são os vetores de base curvilínea. Para qualquer local específico, só pode existir um e apenas um conjunto de vetores de base (caso contrário, a base não está bem definida nesse ponto). Esta condição é satisfeita se e somente se o sistema de equações tiver uma única solução. Em álgebra linear, um sistema de equações lineares tem uma única solução (não trivial) apenas se o determinante de sua matriz de sistema for diferente de zero:
{\displaystyle \det(\mathbf {J} ^{-1})\neq 0}
que mostra a razão por trás do requisito acima com relação ao determinante inverso Jacobiano.

## Generalização parandimensões
O formalismo se estende a qualquer dimensão finita como segue.
Considere o espaço n- dimensional euclidiano real, que é R n = R × R ×. . . × R ( n vezes) onde R é o conjunto de números reais e × denota o produto cartesiano, que é um espaço vetorial .
As coordenadas deste espaço podem ser denotadas por: x = ( x 1, x 2, ..., x n ). Como este é um vetor (um elemento do espaço vetorial), pode ser escrito como:
{\displaystyle \mathbf {x} =\sum _{i=1}^{n}x_{i}\mathbf {e} ^{i}}
onde e 1 = (1,0,0 ..., 0), e 2 = (0,1,0 ..., 0), e 3 = (0,0,1 ..., 0) ,. .., e n = (0,0,0 ..., 1) é o conjunto de vetores de base padrão para o espaço R n, ei = 1, 2, ... n é um componente de rotulagem de índice. Cada vetor possui exatamente um componente em cada dimensão (ou "eixo") e são mutuamente ortogonais ( perpendiculares ) e normalizados (possuem magnitude unitária ).
De maneira mais geral, podemos definir vetores de base b i de modo que dependam de q = ( q 1, q 2, ..., q n ), ou seja, eles mudam de ponto a ponto: b i = b i ( q ). Nesse caso, para definir o mesmo ponto x em termos dessa base alternativa: as coordenadas em relação a essa base v i também dependem necessariamente de x, ou seja, v i = v i ( x ). Então, um vetor v neste espaço, com relação a essas coordenadas alternativas e vetores de base, pode ser expandido como uma combinação linear nesta base (o que significa simplesmente multiplicar cada vetor de base e i por um número v i - multiplicação escalar ):
{\displaystyle \mathbf {v} =\sum _{j=1}^{n}{\bar {v}}^{j}\mathbf {b} _{j}=\sum _{j=1}^{n}{\bar {v}}^{j}(\mathbf {q} )\mathbf {b} _{j}(\mathbf {q} )}
A soma vetorial que descreve v na nova base é composta de vetores diferentes, embora a própria soma permaneça a mesma.

## Transformação de coordenadas
De uma perspectiva mais geral e abstrata, um sistema de coordenadas curvilíneas é simplesmente um remendo de coordenadas na variedade E n diferenciável ( espaço euclidiano n-dimensional) que é difeomórfico ao remendo de coordenadas cartesianas na variedade.  Dois remendos de coordenadas difeomórficas em uma variedade diferencial não precisam se sobrepor de maneira diferente. Com esta definição simples de um sistema de coordenadas curvilíneas, todos os resultados que seguem abaixo são simplesmente aplicações de teoremas padrão em topologia diferencial .

As funções de transformação são tais que há uma relação um-para-um entre os pontos nas coordenadas "antigas" e "novas", ou seja, essas funções são bijeções e atendem aos seguintes requisitos dentro de seus domínios :
1. They are smooth functions: qi = qi(x)
2. The inverse Jacobian determinant
{\displaystyle J^{-1}={\begin{vmatrix}{\dfrac {\partial q^{1}}{\partial x_{1}}}&{\dfrac {\partial q^{1}}{\partial x_{2}}}&\cdots &{\dfrac {\partial q^{1}}{\partial x_{n}}}\\{\dfrac {\partial q^{2}}{\partial x_{1}}}&{\dfrac {\partial q^{2}}{\partial x_{2}}}&\cdots &{\dfrac {\partial q^{2}}{\partial x_{n}}}\\\vdots &\vdots &\ddots &\vdots \\{\dfrac {\partial q^{n}}{\partial x_{1}}}&{\dfrac {\partial q^{n}}{\partial x_{2}}}&\cdots &{\dfrac {\partial q^{n}}{\partial x_{n}}}\end{vmatrix}}\neq 0}
is not zero; meaning the transformation is invertible: xi(q).

according to the inverse function theorem. The condition that the Jacobian determinant is not zero reflects the fact that three surfaces from different families intersect in one and only one point and thus determine the position of this point in a unique way.[4]

## Álgebra vetorial e tensorial em coordenadas curvilíneas tridimensionais
Nota: A convenção de soma de Einstein para somar índices repetidos é usado abaixo: 
A álgebra vetorial e tensorial elementar em coordenadas curvilíneas é usada em parte da literatura científica mais antiga em mecânica e física e pode ser indispensável para a compreensão de trabalhos do início e meados do século XX, por exemplo, o texto de Green e Zerna.  Algumas relações úteis na álgebra de vetores e tensores de segunda ordem em coordenadas curvilíneas são fornecidas nesta seção. A notação e os conteúdos são principalmente de Ogden,  Naghdi,  Simmonds,  Green e Zerna,  Basar e Weichert,  e Ciarlet. 

## Tensores em coordenadas curvilíneas
Um tensor de segunda ordem pode ser expresso como
{\displaystyle {\boldsymbol {S}}=S^{ij}\mathbf {b} _{i}\otimes \mathbf {b} _{j}=S^{i}{}_{j}\mathbf {b} _{i}\otimes \mathbf {b} ^{j}=S_{i}{}^{j}\mathbf {b} ^{i}\otimes \mathbf {b} _{j}=S_{ij}\mathbf {b} ^{i}\otimes \mathbf {b} ^{j}}
Onde {\displaystyle \scriptstyle \otimes } denota o produto tensorial . Os componentes S ij são chamados de componentes contravariantes, S i j os componentes covariantes mistos à direita, S i j os componentes covariantes esquerdos mistos e S ij os componentes covariantes do tensor de segunda ordem. Os componentes do tensor de segunda ordem são relacionados por
{\displaystyle S^{ij}=g^{ik}S_{k}{}^{j}=g^{jk}S^{i}{}_{k}=g^{ik}g^{j\ell }S_{k\ell }}

### O tensor métrico em coordenadas curvilíneas ortogonais
Em cada ponto, pode-se construir um pequeno elemento de linha dx, então o quadrado do comprimento do elemento de linha é o produto escalar d x • d x e é chamado de métrica do espaço, dado por:
{\displaystyle d\mathbf {x} \cdot d\mathbf {x} ={\cfrac {\partial x_{i}}{\partial q^{j}}}{\cfrac {\partial x_{i}}{\partial q^{k}}}dq^{j}dq^{k}} .
A seguinte porção da equação acima
{\displaystyle {\cfrac {\partial x_{k}}{\partial q^{i}}}{\cfrac {\partial x_{k}}{\partial q^{j}}}=g_{ij}(q^{i},q^{j})=\mathbf {b} _{i}\cdot \mathbf {b} _{j}}
é um tensor simétrico chamado tensor fundamental (ou métrico) do espaço euclidiano em coordenadas curvilíneas.
Os índices podem ser aumentados e reduzidos pela métrica:
{\displaystyle v^{i}=g^{ik}v_{k}}

#### Relação com coeficientes de Lamé
Definindo os fatores de escala h i por
{\displaystyle h_{i}h_{j}=g_{ij}=\mathbf {b} _{i}\cdot \mathbf {b} _{j}\quad \Rightarrow \quad h_{i}={\sqrt {g_{ii}}}=\left|\mathbf {b} _{i}\right|=\left|{\cfrac {\partial \mathbf {x} }{\partial q^{i}}}\right|}
dá uma relação entre o tensor métrico e os coeficientes de Lamé: 
{\displaystyle g_{ij}={\cfrac {\partial \mathbf {x} }{\partial q^{i}}}\cdot {\cfrac {\partial \mathbf {x} }{\partial q^{j}}}=\left(h_{ki}\mathbf {e} _{k}\right)\cdot \left(h_{mj}\mathbf {e} _{m}\right)=h_{ki}h_{kj}}
onde h ij são os coeficientes de Lamé. Para uma base ortogonal, também temos:
{\displaystyle g=g_{11}g_{22}g_{33}=h_{1}^{2}h_{2}^{2}h_{3}^{2}\quad \Rightarrow \quad {\sqrt {g}}=h_{1}h_{2}h_{3}=J}

#### Exemplo: coordenadas polares
Se considerarmos as coordenadas polares para R 2 ,
{\displaystyle (x,y)=(r\cos \theta ,r\sin \theta )}
(r, θ) são as coordenadas curvilíneas, e o determinante Jacobiano da transformação ( r, θ) → ( r cos θ, r sin θ) é r .
Os vetores de base ortogonal são b r = (cos θ, sin θ), b θ = (−r sen θ, r cos θ). Os fatores de escala são h r = 1 eh θ = r . O tensor fundamental é g 11 = 1, g 22 = r 2, g 12 = g 21 = 0.

### O tensor alternado
Em uma base ortonormal destra, o tensor alternado de terceira ordem é definido como
{\displaystyle {\boldsymbol {\mathcal {E}}}=\varepsilon _{ijk}\mathbf {e} ^{i}\otimes \mathbf {e} ^{j}\otimes \mathbf {e} ^{k}}
Em uma base curvilínea geral, o mesmo tensor pode ser expresso como mostrado abaixo: 
{\displaystyle {\boldsymbol {\mathcal {E}}}={\mathcal {E}}_{ijk}\mathbf {b} ^{i}\otimes \mathbf {b} ^{j}\otimes \mathbf {b} ^{k}={\mathcal {E}}^{ijk}\mathbf {b} _{i}\otimes \mathbf {b} _{j}\otimes \mathbf {b} _{k}}
Também pode ser mostrado que
{\displaystyle {\mathcal {E}}^{ijk}={\cfrac {1}{J}}\varepsilon _{ijk}={\cfrac {1}{+{\sqrt {g}}}}\varepsilon _{ijk}}

### Símbolos de Christoffel
Símbolos de Christoffel do primeiro tipo {\displaystyle \Gamma _{kij}}

{\displaystyle \mathbf {b} _{i,j}={\frac {\partial \mathbf {b} _{i}}{\partial q^{j}}}=\mathbf {b} ^{k}\Gamma _{kij}\quad \Rightarrow \quad \mathbf {b} _{k}\cdot \mathbf {b} _{i,j}=\Gamma _{kij}}
onde a vírgula denota uma derivada parcial (ver cálculo de Ricci ). Para expressar Γ kij em termos de g ij ,
{\displaystyle {\begin{aligned}g_{ij,k}&=(\mathbf {b} _{i}\cdot \mathbf {b} _{j})_{,k}=\mathbf {b} _{i,k}\cdot \mathbf {b} _{j}+\mathbf {b} _{i}\cdot \mathbf {b} _{j,k}=\Gamma _{jik}+\Gamma _{ijk}\\g_{ik,j}&=(\mathbf {b} _{i}\cdot \mathbf {b} _{k})_{,j}=\mathbf {b} _{i,j}\cdot \mathbf {b} _{k}+\mathbf {b} _{i}\cdot \mathbf {b} _{k,j}=\Gamma _{kij}+\Gamma _{ikj}\\g_{jk,i}&=(\mathbf {b} _{j}\cdot \mathbf {b} _{k})_{,i}=\mathbf {b} _{j,i}\cdot \mathbf {b} _{k}+\mathbf {b} _{j}\cdot \mathbf {b} _{k,i}=\Gamma _{kji}+\Gamma _{jki}\end{aligned}}}
Desde a
{\displaystyle \mathbf {b} _{i,j}=\mathbf {b} _{j,i}\quad \Rightarrow \quad \Gamma _{kij}=\Gamma _{kji}}
usando isso para reorganizar as relações acima dá
{\displaystyle \Gamma _{kij}={\frac {1}{2}}(g_{ik,j}+g_{jk,i}-g_{ij,k})={\frac {1}{2}}[(\mathbf {b} _{i}\cdot \mathbf {b} _{k})_{,j}+(\mathbf {b} _{j}\cdot \mathbf {b} _{k})_{,i}-(\mathbf {b} _{i}\cdot \mathbf {b} _{j})_{,k}]}
Símbolos de Christoffel do segundo tipo {\displaystyle \Gamma ^{k}{}_{ji}}

{\displaystyle \Gamma ^{k}{}_{ij}=g^{kl}\Gamma _{lij}=\Gamma ^{k}{}_{ji},\quad {\cfrac {\partial \mathbf {b} _{i}}{\partial q^{j}}}=\mathbf {b} _{k}\Gamma ^{k}{}_{ij}}
Isso implica que
{\displaystyle \Gamma ^{k}{}_{ij}={\cfrac {\partial \mathbf {b} _{i}}{\partial q^{j}}}\cdot \mathbf {b} ^{k}=-\mathbf {b} _{i}\cdot {\cfrac {\partial \mathbf {b} ^{k}}{\partial q^{j}}}\quad } Desde a {\displaystyle \quad {\cfrac {\partial }{\partial q^{j}}}(\mathbf {b} _{i}\cdot \mathbf {b} ^{k})=0} .
Outras relações que se seguem são
{\displaystyle {\cfrac {\partial \mathbf {b} ^{i}}{\partial q^{j}}}=-\Gamma ^{i}{}_{jk}\mathbf {b} ^{k},\quad {\boldsymbol {\nabla }}\mathbf {b} _{i}=\Gamma ^{k}{}_{ij}\mathbf {b} _{k}\otimes \mathbf {b} ^{j},\quad {\boldsymbol {\nabla }}\mathbf {b} ^{i}=-\Gamma ^{i}{}_{jk}\mathbf {b} ^{k}\otimes \mathbf {b} ^{j}}

### Operações vetoriais
1. Dot product:
The scalar product of two vectors in curvilinear coordinates is[2](p32)
{\displaystyle \mathbf {u} \cdot \mathbf {v} =u^{i}v_{i}=u_{i}v^{i}=g_{ij}u^{i}v^{j}=g^{ij}u_{i}v_{j}}
2. Cross product:
The cross product of two vectors is given by[2](32–34)
{\displaystyle \mathbf {u} \times \mathbf {v} =\epsilon _{ijk}{u}_{j}{v}_{k}\mathbf {e} _{i}}
where {\displaystyle \epsilon _{ijk}} is the permutation symbol and {\displaystyle \mathbf {e} _{i}} is a Cartesian basis vector.  In curvilinear coordinates, the equivalent expression is
{\displaystyle \mathbf {u} \times \mathbf {v} =[(\mathbf {b} _{m}\times \mathbf {b} _{n})\cdot \mathbf {b} _{s}]u^{m}v^{n}\mathbf {b} ^{s}={\mathcal {E}}_{smn}u^{m}v^{n}\mathbf {b} ^{s}}
where {\displaystyle {\mathcal {E}}_{ijk}} is the third-order alternating tensor.

## Cálculo vetorial e tensorial em coordenadas curvilíneas tridimensionais
Predefinição:Einstein summation convention
Nota: A convenção de somas de Einstein para somar índices repetidos é utilizada 
Ajustes precisam ser feitos no cálculo das integrais de linha, superfície e volume . Para simplificar, o seguinte se restringe a três dimensões e coordenadas curvilíneas ortogonais. No entanto, os mesmos argumentos se aplicam a espaços n- dimensionais. Quando o sistema de coordenadas não é ortogonal, existem alguns termos adicionais nas expressões.
Simmonds,  em seu livro sobre análise de tensores, cita Albert Einstein dizendo 
A magia dessa teoria dificilmente deixará de se impor a quem realmente a entendeu; representa um verdadeiro triunfo do método do cálculo diferencial absoluto, fundado por Gauss, Riemann, Ricci e Levi-Civita.
O cálculo vetorial e tensorial em coordenadas curvilíneas gerais é usado na análise de tensores em variedades curvilíneas quadri-dimensionais na relatividade geral,  na mecânica de cascas curvas,  no exame das propriedades de invariância das equações de Maxwell, que têm sido de interesse metamateriais  e em muitos outros campos.
Algumas relações úteis no cálculo de vetores e tensores de segunda ordem em coordenadas curvilíneas são fornecidas nesta seção. A notação e os conteúdos são principalmente de Ogden,  Simmonds,  Green e Zerna,  Basar e Weichert,  e Ciarlet. 
Seja φ = φ ( x ) um campo escalar bem definido ev = v ( x ) um campo vetorial bem definido, e λ 1, λ 2 ... sejam parâmetros das coordenadas

### Elementos geométricos
1. Tangent vector: If x(λ) parametrizes a curve C in Cartesian coordinates, then

{\displaystyle {\partial \mathbf {x}  \over \partial \lambda }={\partial \mathbf {x}  \over \partial q^{i}}{\partial q^{i} \over \partial \lambda }=\left(h_{ki}{\cfrac {\partial q^{i}}{\partial \lambda }}\right)\mathbf {b} _{k}}
is a tangent vector to C in curvilinear coordinates (using the chain rule). Using the definition of the Lamé coefficients, and that for the metric gij = 0 when i ≠ j, the magnitude is:
{\displaystyle \left|{\partial \mathbf {x}  \over \partial \lambda }\right|={\sqrt {h_{ki}h_{kj}{\cfrac {\partial q^{i}}{\partial \lambda }}{\cfrac {\partial q^{j}}{\partial \lambda }}}}={\sqrt {g_{ij}{\cfrac {\partial q^{i}}{\partial \lambda }}{\cfrac {\partial q^{j}}{\partial \lambda }}}}={\sqrt {h_{i}^{2}\left({\cfrac {\partial q^{i}}{\partial \lambda }}\right)^{2}}}}
2. Tangent plane element: If x(λ1, λ2) parametrizes a surface S in Cartesian coordinates, then the following cross product of tangent vectors is a normal vector to S with the magnitude of infinitesimal plane element, in curvilinear coordinates. Using the above result,

{\displaystyle {\partial \mathbf {x}  \over \partial \lambda _{1}}\times {\partial \mathbf {x}  \over \partial \lambda _{2}}=\left({\partial \mathbf {x}  \over \partial q^{i}}{\partial q^{i} \over \partial \lambda _{1}}\right)\times \left({\partial \mathbf {x}  \over \partial q^{j}}{\partial q^{j} \over \partial \lambda _{2}}\right)={\mathcal {E}}_{kmp}\left(h_{ki}{\partial q^{i} \over \partial \lambda _{1}}\right)\left(h_{mj}{\partial q^{j} \over \partial \lambda _{2}}\right)\mathbf {b} _{p}}
where {\displaystyle {\mathcal {E}}} is the permutation symbol. In determinant form:
{\displaystyle {\partial \mathbf {x}  \over \partial \lambda _{1}}\times {\partial \mathbf {x}  \over \partial \lambda _{2}}={\begin{vmatrix}\mathbf {e} _{1}&\mathbf {e} _{2}&\mathbf {e} _{3}\\h_{1i}{\dfrac {\partial q^{i}}{\partial \lambda _{1}}}&h_{2i}{\dfrac {\partial q^{i}}{\partial \lambda _{1}}}&h_{3i}{\dfrac {\partial q^{i}}{\partial \lambda _{1}}}\\h_{1j}{\dfrac {\partial q^{j}}{\partial \lambda _{2}}}&h_{2j}{\dfrac {\partial q^{j}}{\partial \lambda _{2}}}&h_{3j}{\dfrac {\partial q^{j}}{\partial \lambda _{2}}}\end{vmatrix}}}

### Integração
| Operator         | Scalar field | Vector field |
| ---------------- | --- | --- |
| Line integral    | {\displaystyle \int _{C}\varphi (\mathbf {x} )ds=\int _{a}^{b}\varphi (\mathbf {x} (\lambda ))\left\|{\partial \mathbf {x} \over \partial \lambda }\right\|d\lambda }                                                                                             | {\displaystyle \int _{C}\mathbf {v} (\mathbf {x} )\cdot d\mathbf {s} =\int _{a}^{b}\mathbf {v} (\mathbf {x} (\lambda ))\cdot \left({\partial \mathbf {x} \over \partial \lambda }\right)d\lambda }                                                                                  |
| Surface integral | {\displaystyle \int _{S}\varphi (\mathbf {x} )dS=\iint _{T}\varphi (\mathbf {x} (\lambda _{1},\lambda _{2}))\left\|{\partial \mathbf {x} \over \partial \lambda _{1}}\times {\partial \mathbf {x} \over \partial \lambda _{2}}\right\|d\lambda _{1}d\lambda _{2}} | {\displaystyle \int _{S}\mathbf {v} (\mathbf {x} )\cdot dS=\iint _{T}\mathbf {v} (\mathbf {x} (\lambda _{1},\lambda _{2}))\cdot \left({\partial \mathbf {x} \over \partial \lambda _{1}}\times {\partial \mathbf {x} \over \partial \lambda _{2}}\right)d\lambda _{1}d\lambda _{2}} |
| Volume integral  | {\displaystyle \iiint _{V}\varphi (x,y,z)dV=\iiint _{V}\chi (q_{1},q_{2},q_{3})Jdq_{1}dq_{2}dq_{3}} | {\displaystyle \iiint _{V}\mathbf {u} (x,y,z)dV=\iiint _{V}\mathbf {v} (q_{1},q_{2},q_{3})Jdq_{1}dq_{2}dq_{3}} |

### Diferenciação
As expressões para gradiente, divergência e Laplaciano podem ser estendidas diretamente para n- dimensões, no entanto, o curl é definido apenas em 3d.
O campo vetorial b i é tangente à curva de coordenadas q i e forma uma base natural em cada ponto da curva. Essa base, conforme discutido no início deste artigo, também é chamada de base curvilínea covariante . Também podemos definir uma base recíproca, ou base curvilínea contravariante, b i . Todas as relações algébricas entre os vetores da base, conforme discutido na seção sobre álgebra tensorial, se aplicam à base natural e seu recíproco em cada ponto x .
| Operator   | Scalar field | Vector field | 2nd order tensor field |
| ---------- | --- | --- | --- |
| Gradient   | {\displaystyle \nabla \varphi ={\cfrac {1}{h_{i}}}{\partial \varphi \over \partial q^{i}}\mathbf {b} ^{i}}                                                                                        | {\displaystyle \nabla \mathbf {v} ={\cfrac {1}{h_{i}^{2}}}{\partial \mathbf {v} \over \partial q^{i}}\otimes \mathbf {b} _{i}} | {\displaystyle {\boldsymbol {\nabla }}{\boldsymbol {S}}={\cfrac {\partial {\boldsymbol {S}}}{\partial q^{i}}}\otimes \mathbf {b} ^{i}} |
| Divergence | N/A | {\displaystyle \nabla \cdot \mathbf {v} ={\cfrac {1}{\prod _{j}h_{j}}}{\frac {\partial }{\partial q^{i}}}(v^{i}\prod _{j\neq i}h_{j})} | {\displaystyle ({\boldsymbol {\nabla }}\cdot {\boldsymbol {S}})\cdot \mathbf {a} ={\boldsymbol {\nabla }}\cdot ({\boldsymbol {S}}\cdot \mathbf {a} )}where a is an arbitrary constant vector. In curvilinear coordinates, {\displaystyle {\boldsymbol {\nabla }}\cdot {\boldsymbol {S}}=\left[{\cfrac {\partial S_{ij}}{\partial q^{k}}}-\Gamma _{ki}^{l}S_{lj}-\Gamma _{kj}^{l}S_{il}\right]g^{ik}\mathbf {b} ^{j}} |
| Laplacian  | {\displaystyle \nabla ^{2}\varphi ={\cfrac {1}{\prod _{j}h_{j}}}{\frac {\partial }{\partial q^{i}}}\left({\cfrac {\prod _{j}h_{j}}{h_{i}^{2}}}{\frac {\partial \varphi }{\partial q^{i}}}\right)} | | |
| Curl       | N/A | For vector fields in 3d only, {\displaystyle \nabla \times \mathbf {v} ={\frac {1}{h_{1}h_{2}h_{3}}}\mathbf {e} _{i}\epsilon _{ijk}h_{i}{\frac {\partial (h_{k}v_{k})}{\partial q^{j}}}} where {\displaystyle \epsilon _{ijk}} is the Levi-Civita symbol. | See Curl of a tensor field |

## Forças fictícias em coordenadas curvilíneas gerais
Por definição, se uma partícula sem forças agindo sobre ela tem sua posição expressa em um sistema de coordenadas inercial, ( x 1 , x 2 , x 3 , t ), aí não terá aceleração (d 2 x j / d t 2 = 0).  Neste contexto, um sistema de coordenadas pode deixar de ser "inercial" devido ao eixo do tempo não reto ou aos eixos espaciais não retos (ou ambos). Em outras palavras, os vetores de base das coordenadas podem variar no tempo em posições fixas, ou podem variar com a posição em tempos fixos, ou ambos. Quando as equações de movimento são expressas em termos de qualquer sistema de coordenadas não inercial (neste sentido), aparecem termos extras, chamados de símbolos de Christoffel. A rigor, esses termos representam os componentes da aceleração absoluta (na mecânica clássica), mas também podemos escolher continuar a considerar d 2 x j / d t 2 como a aceleração (como se as coordenadas fossem inerciais) e tratar os termos extras como se fossem forças, caso em que são chamadas de forças fictícias.  O componente de qualquer força fictícia normal ao caminho da partícula e no plano da curvatura do caminho é então chamado de força centrífuga . 
Este contexto mais geral torna clara a correspondência entre os conceitos de força centrífuga em sistemas de coordenadas rotativas e em sistemas de coordenadas curvilíneas estacionários. (Ambos os conceitos aparecem com frequência na literatura.    ) Para um exemplo simples, considere uma partícula de massa m movendo-se em um círculo de raio r com velocidade angular w em relação a um sistema de coordenadas polares girando com velocidade angular W. A equação radial do movimento é mr ” = F r + senhor ( w + W ) 2 . Assim, a força centrífuga é mr vezes o quadrado da velocidade rotacional absoluta A = W + W da partícula. Se escolhermos um sistema de coordenadas girando na velocidade da partícula, então W = A e w = 0, caso em que a força centrífuga é mrA 2, ao passo que se escolhermos um sistema de coordenadas estacionário teremos W = 0 e w = A, caso em que a força centrífuga é novamente mrA 2 . A razão para essa igualdade de resultados é que em ambos os casos os vetores de base na localização da partícula estão mudando no tempo exatamente da mesma maneira. Portanto, essas são realmente apenas duas maneiras diferentes de descrever exatamente a mesma coisa, uma descrição sendo em termos de coordenadas rotativas e a outra sendo em termos de coordenadas curvilíneas estacionárias, ambas as quais são não inerciais de acordo com o significado mais abstrato do termo .
Ao descrever o movimento geral, as forças reais que atuam sobre uma partícula são frequentemente referidas ao círculo osculante instantâneo tangente ao caminho do movimento, e este círculo, no caso geral, não está centrado em um local fixo, e assim a decomposição em centrífuga e Coriolis componentes estão mudando constantemente. Isso é verdadeiro independentemente de o movimento ser descrito em termos de coordenadas estacionárias ou rotativas.